# Hemsley Akpa-Chukwu
Hemsley Akpa-Chukwu (Douala, 14 juli 2005) is een Belgisch voetballer die sinds 2022 uitkomt voor SSC Bari.

## Carrière
Akpa-Chukwu ruilde in 2021 de jeugdopleiding van Beerschot VA voor die van Antwerp FC. Een jaar later stapte hij over naar SSC Bari. Op 16 september 2023 maakte hij zijn officiële debuut in het eerste elftal van de club: op de vijfde competitiespeeldag liet trainer Michele Mignani hem tegen Pisa SC kort voor het slotkwartier invallen. In de 85e minuut scoorde hij zijn eerste doelpunt voor Bari, waardoor de club alsnog een 1-1-gelijkspel uit de brand sleepte tegen Pisa.

## Clubstatistieken
| Seizoen         | Club            | Land            | Competitie      | Competitie | Competitie | Beker | Beker | Supercup | Supercup | Europees | Europees | Totaal | Totaal |
| Seizoen         | Club            | Land            | Competitie      | Wed.       | Dlp.       | Wed.  | Dlp.  | Wed.     | Dlp.     | Wed.     | Dlp.     | Wed.   | Dlp.   |
| --------------- | --------------- | --------------- | --------------- | ---------- | ---------- | ----- | ----- | -------- | -------- | -------- | -------- | ------ | ------ |
| 2023/24         | SSC Bari        | Vlag van Italië | Serie B         | 2          | 1          | 0     | 0     | —        | —        | —        | —        | 2      | 1      |
| Carrière totaal | Carrière totaal | Carrière totaal | Carrière totaal | 2          | 1          | 0     | 0     | 0        | 0        | 0        | 0        | 2      | 1      |

Bijgewerkt op 15 april 2024.